# Temple Run
Temple Run este un joc video dezvoltat de către Imangi Studios.  În prezent se poate juca doar pe iOS, incluzând IPhone și IPad, dar se va putea găsi pe platforma Android din februarie 2012.  S-a aflat în topul 50 al celor mai downloadate jocuri în decembrie 2011  și pe locul 1 pentru aplicații gratuite iOS. 